# Vòng loại Giải vô địch bóng đá thế giới 2010 – Khu vực châu Âu
Liên đoàn bóng đá châu Âu được chia 13 suất tham dự vòng chung kết giải vô địch bóng đá thế giới 2010. 53 quốc gia và vùng lãnh thổ thành viên đã đăng ký tham dự. Vòng loại được tiến hành từ tháng 8 năm 2008 đến tháng 11 năm 2009. Nó đánh dấu sự tham gia chính thức vào các hoạt động bóng đá quốc tế của Montenegro.

## Thể thức thi đấu
53 đội được chia thành 9 bảng gồm 8 bảng có 6 đội và 1 bảng có 5 đội. Các đội xếp đầu mỗi bảng sẽ giành quyền vào vòng chung kết. 8 đội xếp thứ hai có thành tích tốt nhất sẽ phân thành 4 cặp thi đấu 2 trận sân nhà sân khách chọn 4 suất cuối cùng.

## Vòng 1

### Phân loại hạt giống
Việc xếp loại hạt giống dựa vào bảng xếp hạng của FIFA ở thời điểm ngày 23 tháng 11 năm 2007.
Lễ bốc thăm chia bảng diễn ra vào ngày 25 tháng 11 năm 2007 tại Durban, Nam Phi.
Các đội vượt qua vòng loại được in đậm ở bảng dưới.
| Nhóm A                                                                               | Nhóm B                                                                               | Nhóm C                                                                                         | Nhóm D                                                                                              | Nhóm E                                                                                  | Nhóm F                                                                                            |
| ------------------------------------------------------------------------------------ | ------------------------------------------------------------------------------------ | ---------------------------------------------------------------------------------------------- | --------------------------------------------------------------------------------------------------- | --------------------------------------------------------------------------------------- | ------------------------------------------------------------------------------------------------- |
| Ý · Tây Ban Nha · Đức · Cộng hòa Séc · Pháp · Bồ Đào Nha · Hà Lan · Croatia · Hy Lạp | Anh · România · Scotland · Thổ Nhĩ Kỳ · Bulgaria · Nga · Ba Lan · Thụy Điển · Israel | Na Uy · Ukraina · Serbia · Đan Mạch · Bắc Ireland · Cộng hòa Ireland · Phần Lan · Thụy Sĩ · Bỉ | Slovakia · Bosna và Hercegovina · Hungary · Moldova · Wales · Bắc Macedonia · Belarus · Litva · Síp | Gruzia · Albania · Slovenia · Latvia · Iceland · Armenia · Áo · Kazakhstan · Azerbaijan | Liechtenstein · Estonia · Malta · Luxembourg · Montenegro · Andorra · Quần đảo Faroe · San Marino |

| Ghi chú                               |
| ------------------------------------- |
| Các đội giành quyền dự World Cup 2010 |
| Các đội giành quyền đấu trận play-off |

### Bảng 1
| VT | Đội        | ST | T | H | B | BT | BB | HS  | Đ  | Giành quyền tham dự                     |     | Đan Mạch | Bồ Đào Nha | Thụy Điển | Hungary | Albania | Malta |
| -- | ---------- | -- | - | - | - | -- | -- | --- | -- | --------------------------------------- | --- | -------- | ---------- | --------- | ------- | ------- | ----- |
| 1  | Đan Mạch   | 10 | 6 | 3 | 1 | 16 | 5  | +11 | 21 | Giành quyền tham dự FIFA World Cup 2010 |     | —        | 1–1        | 1–0       | 0–1     | 3–0     | 3–0   |
| 2  | Bồ Đào Nha | 10 | 5 | 4 | 1 | 17 | 5  | +12 | 19 | Tiến vào vòng 2                         |     | 2–3      | —          | 0–0       | 3–0     | 0–0     | 4–0   |
| 3  | Thụy Điển  | 10 | 5 | 3 | 2 | 13 | 5  | +8  | 18 |                                         |     | 0–1      | 0–0        | —         | 2–1     | 4–1     | 4–0   |
| 4  | Hungary    | 10 | 5 | 1 | 4 | 10 | 8  | +2  | 16 |                                         | 0–0 | 0–1      | 1–2        | —         | 2–0     | 3–0     |       |
| 5  | Albania    | 10 | 1 | 4 | 5 | 6  | 13 | −7  | 7  |                                         | 1–1 | 1–2      | 0–0        | 0–1       | —       | 3–0     |       |
| 6  | Malta      | 10 | 0 | 1 | 9 | 0  | 26 | −26 | 1  |                                         | 0–3 | 0–4      | 0–1        | 0–1       | 0–0     | —       |       |

### Bảng 2
| VT | Đội        | ST | T | H | B | BT | BB | HS  | Đ  | Giành quyền tham dự                     |     | Thụy Sĩ | Hy Lạp | Latvia | Israel | Luxembourg | Moldova |
| -- | ---------- | -- | - | - | - | -- | -- | --- | -- | --------------------------------------- | --- | ------- | ------ | ------ | ------ | ---------- | ------- |
| 1  | Thụy Sĩ    | 10 | 6 | 3 | 1 | 18 | 8  | +10 | 21 | Giành quyền tham dự FIFA World Cup 2010 |     | —       | 2–0    | 2–1    | 0–0    | 1–2        | 2–0     |
| 2  | Hy Lạp     | 10 | 6 | 2 | 2 | 20 | 10 | +10 | 20 | Tiến vào vòng 2                         |     | 1–2     | —      | 5–2    | 2–1    | 2–1        | 3–0     |
| 3  | Latvia     | 10 | 5 | 2 | 3 | 18 | 15 | +3  | 17 |                                         |     | 2–2     | 0–2    | —      | 1–1    | 2–0        | 3–2     |
| 4  | Israel     | 10 | 4 | 4 | 2 | 20 | 10 | +10 | 16 |                                         | 2–2 | 1–1     | 0–1    | —      | 7–0    | 3–1        |         |
| 5  | Luxembourg | 10 | 1 | 2 | 7 | 4  | 25 | −21 | 5  |                                         | 0–3 | 0–3     | 0–4    | 1–3    | —      | 0–0        |         |
| 6  | Moldova    | 10 | 0 | 3 | 7 | 6  | 18 | −12 | 3  |                                         | 0–2 | 1–1     | 1–2    | 1–2    | 0–0    | —          |         |

### Bảng 3
| VT | Đội          | ST | T | H | B  | BT | BB | HS  | Đ  | Giành quyền tham dự                     |     | Slovakia | Slovenia | Cộng hòa Séc | Bắc Ireland | Ba Lan | San Marino |
| -- | ------------ | -- | - | - | -- | -- | -- | --- | -- | --------------------------------------- | --- | -------- | -------- | ------------ | ----------- | ------ | ---------- |
| 1  | Slovakia     | 10 | 7 | 1 | 2  | 22 | 10 | +12 | 22 | Giành quyền tham dự FIFA World Cup 2010 |     | —        | 0–2      | 2–2          | 2–1         | 2–1    | 7–0        |
| 2  | Slovenia     | 10 | 6 | 2 | 2  | 18 | 4  | +14 | 20 | Tiến vào vòng 2                         |     | 2–1      | —        | 0–0          | 2–0         | 3–0    | 5–0        |
| 3  | Cộng hòa Séc | 10 | 4 | 4 | 2  | 17 | 6  | +11 | 16 |                                         |     | 1–2      | 1–0      | —            | 0–0         | 2–0    | 7–0        |
| 4  | Bắc Ireland  | 10 | 4 | 3 | 3  | 13 | 9  | +4  | 15 |                                         | 0–2 | 1–0      | 0–0      | —            | 3–2         | 4–0    |            |
| 5  | Ba Lan       | 10 | 3 | 2 | 5  | 19 | 14 | +5  | 11 |                                         | 0–1 | 1–1      | 2–1      | 1–1          | —           | 10–0   |            |
| 6  | San Marino   | 10 | 0 | 0 | 10 | 1  | 47 | −46 | 0  |                                         | 1–3 | 0–3      | 0–3      | 0–3          | 0–2         | —      |            |

### Bảng 4
| VT | Đội           | ST | T | H | B | BT | BB | HS  | Đ  | Giành quyền tham dự                     |     | Đức | Nga | Phần Lan | Wales | Azerbaijan | Liechtenstein |
| -- | ------------- | -- | - | - | - | -- | -- | --- | -- | --------------------------------------- | --- | --- | --- | -------- | ----- | ---------- | ------------- |
| 1  | Đức           | 10 | 8 | 2 | 0 | 26 | 5  | +21 | 26 | Giành quyền tham dự FIFA World Cup 2010 |     | —   | 2–1 | 1–1      | 1–0   | 4–0        | 4–0           |
| 2  | Nga           | 10 | 7 | 1 | 2 | 19 | 6  | +13 | 22 | Tiến vào vòng 2                         |     | 0–1 | —   | 3–0      | 2–1   | 2–0        | 3–0           |
| 3  | Phần Lan      | 10 | 5 | 3 | 2 | 14 | 14 | 0   | 18 |                                         |     | 3–3 | 0–3 | —        | 2–1   | 1–0        | 2–1           |
| 4  | Wales         | 10 | 4 | 0 | 6 | 9  | 12 | −3  | 12 |                                         | 0–2 | 1–3 | 0–2 | —        | 1–0   | 2–0        |               |
| 5  | Azerbaijan    | 10 | 1 | 2 | 7 | 4  | 14 | −10 | 5  |                                         | 0–2 | 1–1 | 1–2 | 0–1      | —     | 0–0        |               |
| 6  | Liechtenstein | 10 | 0 | 2 | 8 | 2  | 23 | −21 | 2  |                                         | 0–6 | 0–1 | 1–1 | 0–2      | 0–2   | —          |               |

### Bảng 5
| VT | Đội                  | ST | T  | H | B | BT | BB | HS  | Đ  | Giành quyền tham dự                     |     | Tây Ban Nha | Bosna và Hercegovina | Thổ Nhĩ Kỳ | Bỉ  | Estonia | Armenia |
| -- | -------------------- | -- | -- | - | - | -- | -- | --- | -- | --------------------------------------- | --- | ----------- | -------------------- | ---------- | --- | ------- | ------- |
| 1  | Tây Ban Nha          | 10 | 10 | 0 | 0 | 28 | 5  | +23 | 30 | Giành quyền tham dự FIFA World Cup 2010 |     | —           | 1–0                  | 1–0        | 5–0 | 3–0     | 4–0     |
| 2  | Bosna và Hercegovina | 10 | 6  | 1 | 3 | 25 | 13 | +12 | 19 | Tiến vào vòng 2                         |     | 2–5         | —                    | 1–1        | 2–1 | 7–0     | 4–1     |
| 3  | Thổ Nhĩ Kỳ           | 10 | 4  | 3 | 3 | 13 | 10 | +3  | 15 |                                         |     | 1–2         | 2–1                  | —          | 1–1 | 4–2     | 2–0     |
| 4  | Bỉ                   | 10 | 3  | 1 | 6 | 13 | 20 | −7  | 10 |                                         | 1–2 | 2–4         | 2–0                  | —          | 3–2 | 2–0     |         |
| 5  | Estonia              | 10 | 2  | 2 | 6 | 9  | 24 | −15 | 8  |                                         | 0–3 | 0–2         | 0–0                  | 2–0        | —   | 1–0     |         |
| 6  | Armenia              | 10 | 1  | 1 | 8 | 6  | 22 | −16 | 4  |                                         | 1–2 | 0–2         | 0–2                  | 2–1        | 2–2 | —       |         |

### Bảng 6
| VT | Đội        | ST | T | H | B  | BT | BB | HS  | Đ  | Giành quyền tham dự                     |     | Anh | Ukraina | Croatia | Belarus | Kazakhstan | Andorra |
| -- | ---------- | -- | - | - | -- | -- | -- | --- | -- | --------------------------------------- | --- | --- | ------- | ------- | ------- | ---------- | ------- |
| 1  | Anh        | 10 | 9 | 0 | 1  | 34 | 6  | +28 | 27 | Giành quyền tham dự FIFA World Cup 2010 |     | —   | 2–1     | 5–1     | 3–0     | 5–1        | 6–0     |
| 2  | Ukraina    | 10 | 6 | 3 | 1  | 21 | 6  | +15 | 21 | Tiến vào vòng 2                         |     | 1–0 | —       | 0–0     | 1–0     | 2–1        | 5–0     |
| 3  | Croatia    | 10 | 6 | 2 | 2  | 19 | 13 | +6  | 20 |                                         |     | 1–4 | 2–2     | —       | 1–0     | 3–0        | 4–0     |
| 4  | Belarus    | 10 | 4 | 1 | 5  | 19 | 14 | +5  | 13 |                                         | 1–3 | 0–0 | 1–3     | —       | 4–0     | 5–1        |         |
| 5  | Kazakhstan | 10 | 2 | 0 | 8  | 11 | 29 | −18 | 6  |                                         | 0–4 | 1–3 | 1–2     | 1–5     | —       | 3–0        |         |
| 6  | Andorra    | 10 | 0 | 0 | 10 | 3  | 39 | −36 | 0  |                                         | 0–2 | 0–6 | 0–2     | 1–3     | 1–3     | —          |         |

### Bảng 7
| VT | Đội            | ST | T | H | B | BT | BB | HS  | Đ  | Giành quyền tham dự                     |     | Serbia | Pháp | Áo  | Litva | România | Quần đảo Faroe |
| -- | -------------- | -- | - | - | - | -- | -- | --- | -- | --------------------------------------- | --- | ------ | ---- | --- | ----- | ------- | -------------- |
| 1  | Serbia         | 10 | 7 | 1 | 2 | 22 | 8  | +14 | 22 | Giành quyền tham dự FIFA World Cup 2010 |     | —      | 1–1  | 1–0 | 3–0   | 5–0     | 2–0            |
| 2  | Pháp           | 10 | 6 | 3 | 1 | 18 | 9  | +9  | 21 | Tiến vào vòng 2                         |     | 2–1    | —    | 3–1 | 1–0   | 1–1     | 5–0            |
| 3  | Áo             | 10 | 4 | 2 | 4 | 14 | 15 | −1  | 14 |                                         |     | 1–3    | 3–1  | —   | 2–1   | 2–1     | 3–1            |
| 4  | Litva          | 10 | 4 | 0 | 6 | 10 | 11 | −1  | 12 |                                         | 2–1 | 0–1    | 2–0  | —   | 0–1   | 1–0     |                |
| 5  | România        | 10 | 3 | 3 | 4 | 12 | 18 | −6  | 12 |                                         | 2–3 | 2–2    | 1–1  | 0–3 | —     | 3–1     |                |
| 6  | Quần đảo Faroe | 10 | 1 | 1 | 8 | 5  | 20 | −15 | 4  |                                         | 0–2 | 0–1    | 1–1  | 2–1 | 0–1   | —       |                |

### Bảng 8
| VT | Đội              | ST | T | H | B | BT | BB | HS  | Đ  | Giành quyền tham dự                     |     | Ý   | Cộng hòa Ireland | Bulgaria | Cộng hòa Síp | Montenegro | Gruzia |
| -- | ---------------- | -- | - | - | - | -- | -- | --- | -- | --------------------------------------- | --- | --- | ---------------- | -------- | ------------ | ---------- | ------ |
| 1  | Ý                | 10 | 7 | 3 | 0 | 18 | 7  | +11 | 24 | Giành quyền tham dự FIFA World Cup 2010 |     | —   | 1–1              | 2–0      | 3–2          | 2–1        | 2–0    |
| 2  | Cộng hòa Ireland | 10 | 4 | 6 | 0 | 12 | 8  | +4  | 18 | Tiến vào vòng 2                         |     | 2–2 | —                | 1–1      | 1–0          | 0–0        | 2–1    |
| 3  | Bulgaria         | 10 | 3 | 5 | 2 | 17 | 13 | +4  | 14 |                                         |     | 0–0 | 1–1              | —        | 2–0          | 4–1        | 6–2    |
| 4  | Síp              | 10 | 2 | 3 | 5 | 14 | 16 | −2  | 9  |                                         | 1–2 | 1–2 | 4–1              | —        | 2–2          | 2–1        |        |
| 5  | Montenegro       | 10 | 1 | 6 | 3 | 9  | 14 | −5  | 9  |                                         | 0–2 | 0–0 | 2–2              | 1–1      | —            | 2–1        |        |
| 6  | Gruzia           | 10 | 0 | 3 | 7 | 7  | 19 | −12 | 3  |                                         | 0–2 | 1–2 | 0–0              | 1–1      | 0–0          | —          |        |

### Bảng 9
| VT | Đội       | ST | T | H | B | BT | BB | HS  | Đ  | Giành quyền tham dự                     |     | Hà Lan | Na Uy | Scotland | Bắc Macedonia | Iceland |
| -- | --------- | -- | - | - | - | -- | -- | --- | -- | --------------------------------------- | --- | ------ | ----- | -------- | ------------- | ------- |
| 1  | Hà Lan    | 8  | 8 | 0 | 0 | 17 | 2  | +15 | 24 | Giành quyền tham dự FIFA World Cup 2010 |     | —      | 2–0   | 3–0      | 4–0           | 2–0     |
| 2  | Na Uy     | 8  | 2 | 4 | 2 | 9  | 7  | +2  | 10 |                                         |     | 0–1    | —     | 4–0      | 2–1           | 2–2     |
| 3  | Scotland  | 8  | 3 | 1 | 4 | 6  | 11 | −5  | 10 |                                         | 0–1 | 0–0    | —     | 2–0      | 2–1           |         |
| 4  | Macedonia | 8  | 2 | 1 | 5 | 5  | 11 | −6  | 7  |                                         | 1–2 | 0–0    | 1–0   | —        | 2–0           |         |
| 5  | Iceland   | 8  | 1 | 2 | 5 | 7  | 13 | −6  | 5  |                                         | 1–2 | 1–1    | 1–2   | 1–0      | —             |         |

## Vòng play-off
Vòng play-off diễn ra giữa 8 đội nhì thành tích tốt nhất chia 4 cặp thi đấu loại trực tiếp sân nhà - sân khách để giành 4 suất còn lại. Thành tích tốt nhất không tính trên kết quả thi đấu với đội thứ 6, do có 1 bảng đấu 5 đội.
| Ghi chú                               |
| ------------------------------------- |
| Các đội giành quyền đấu trận play-off |

| Bảng | Đội tuyển            | St | T | H | B | Bt | Bb | Hs | Điểm |
| ---- | -------------------- | -- | - | - | - | -- | -- | -- | ---- |
| 4    | Nga                  | 8  | 5 | 1 | 2 | 15 | 6  | +9 | 16   |
| 2    | Hy Lạp               | 8  | 5 | 1 | 2 | 16 | 9  | +7 | 16   |
| 6    | Ukraina              | 8  | 4 | 3 | 1 | 10 | 6  | +4 | 15   |
| 7    | Pháp                 | 8  | 4 | 3 | 1 | 12 | 9  | +3 | 15   |
| 3    | Slovenia             | 8  | 4 | 2 | 2 | 10 | 4  | +6 | 14   |
| 5    | Bosna và Hercegovina | 8  | 4 | 1 | 3 | 19 | 12 | +7 | 13   |
| 1    | Bồ Đào Nha           | 8  | 3 | 4 | 1 | 9  | 5  | +4 | 13   |
| 8    | Cộng hòa Ireland     | 8  | 2 | 6 | 0 | 8  | 6  | +2 | 12   |
| 9    | Na Uy                | 8  | 2 | 4 | 2 | 9  | 7  | +2 | 10   |

Lễ bốc thăm chia cặp diễn ra tại Zürich vào ngày 19 tháng 10, các trận đấu diễn ra vào các ngày 14 và 18 tháng 11 năm 2009. 8 đội được xếp hạng theo Bảng xếp hạng của FIFA được công bố vào ngày 16 tháng 10 (thứ tự xếp hạng của các đội được ghi trong ngoặc). 4 đội có vị trí cao nhất được xếp vào nhóm hạt giống, 4 đội kia được xếp vào nhóm còn lại.
| Nhóm 1                                              | Nhóm 2                                                                           |
| --------------------------------------------------- | -------------------------------------------------------------------------------- |
| Pháp (9) · Bồ Đào Nha (10) · Nga (12) · Hy Lạp (16) | Ukraina (22) · Cộng hòa Ireland (34) · Bosna và Hercegovina (42) · Slovenia (49) |

### Kết quả
| Đội 1            | TTS     | Đội 2                | Lượt đi | Lượt về   |
| ---------------- | ------- | -------------------- | ------- | --------- |
| Cộng hòa Ireland | 1–2     | Pháp                 | 0–1     | 1–1 (aet) |
| Bồ Đào Nha       | 2–0     | Bosna và Hercegovina | 1–0     | 1–0       |
| Hy Lạp           | 1–0     | Ukraina              | 0–0     | 1–0       |
| Nga              | 2–2 (a) | Slovenia             | 2–1     | 0–1       |

## Cầu thủ ghi bàn
10 bàn
- Theofanis Gekas

9 bàn
- Edin Džeko
- Wayne Rooney

7 bàn
- Miroslav Klose
- David Villa

6 bàn
| - Marc Janko - Wesley Sonck - Lukas Podolski | - Robbie Keane - Elyaniv Barda - Euzebiusz Smolarek | - Stanislav Šesták - Andriy Shevchenko |

5 bàn
| - Timofei Kalachev - Zvjezdan Misimović - Dimitar Berbatov - Milan Baroš | - Søren Larsen - Jonatan Johansson - Roman Pavlyuchenko - Milan Jovanović | - Milivoje Novakovič - Alexander Frei - Blaise Nkufo - Serhiy Nazarenko |

4 bàn
| - Zlatan Muslimović - Michalis Konstantinou - Peter Crouch - Frank Lampard | - André-Pierre Gignac - Thierry Henry - Michael Ballack - Angelos Charisteas | - Omer Golan - Alberto Gilardino - Tomas Danilevičius - Simão Sabrosa |

3 bàn
| - Erjon Bogdani - Eduardo - Luka Modrić - Ivica Olić - Ivan Rakitić - Tomáš Necid - Nicklas Bendtner - Jermain Defoe - Steven Gerrard - Theo Walcott - Konstantin Vassiljev - Nicolas Anelka - Franck Ribéry | - Levan Kobiashvili - Bastian Schweinsteiger - Sándor Torghelle - Eiður Guðjohnsen - Yossi Benayoun - Ben Sahar - Sergei Khizhnichenko - Sergei Ostapenko - Māris Verpakovskis - Marius Stankevičius - Mirko Vučinić - Klaas-Jan Huntelaar - Dirk Kuyt | - John Arne Riise - Nani - Andrei Arshavin - Konstantin Zyryanov - Branislav Ivanović - Nikola Žigić - Zlatko Dedič - Juan Manuel Mata - Gerard Piqué - David Silva - Olof Mellberg - Tuncay Şanlı |

2 bàn
| - Erwin Hoffer - Vagif Javadov - Elvin Mammadov - Gennadi Bliznyuk - Sergei Kornilenko - Vitali Rodionov - Dmitry Verkhovtsov - Émile Mpenza - Senijad Ibričić - Martin Petrov - Dimitar Telkiyski - Mladen Petrić - Efstathios Aloneftis - Constantinos Charalambidis - Chrysis Michael - Václav Svěrkoš - Christian Poulsen - Joe Cole - Sergei Zenjov - Mikael Forssell - Karim Benzema - William Gallas - Vladimir Dvalishvili - Dimitris Salpigidis - Georgios Samaras - Vasilis Torosidis - Roland Juhász - Kevin Doyle | - Richard Dunne - Glenn Whelan - Alberto Aquilani - Daniele De Rossi - Antonio Di Natale - Vincenzo Iaquinta - Vitālijs Astafjevs - Aleksandrs Cauņa - Ģirts Karlsons - Andrejs Rubins - Mindaugas Kalonas - Dejan Damjanović - Stevan Jovetić - Mark van Bommel - Rafael van der Vaart - Warren Feeney - Kyle Lafferty - Grant McCann - Steffen Iversen - Morten Gamst Pedersen - Rafał Boguski - Ireneusz Jeleń - Mariusz Lewandowski - Robert Lewandowski - Marek Saganowski - Hugo Almeida - Bruno Alves - Liédson | - Gheorghe Bucur - Ciprian Marica - Diniyar Bilyaletdinov - Aleksandr Kerzhakov - James McFadden - Miloš Krasić - Nenad Milijaš - Marek Čech - Marek Hamšík - Martin Jakubko - Ján Kozák - Valter Birsa - Robert Koren - Zlatan Ljubijankič - Nejc Pečnik - Cesc Fàbregas - Álvaro Negredo - Marcus Berg - Zlatan Ibrahimović - Kim Källström - Philippe Senderos - Arda Turan - Emre Belözoğlu - Semih Şentürk - Artem Milevskiy - Yevhen Seleznyov - Andriy Yarmolenko - David Edwards |

1 bàn
| - Armend Dallku - Klodian Duro - Hamdi Salihi - Ildefons Lima - Marc Pujol - Óscar Sonejee - Robert Arzumanyan - Gevorg Ghazaryan - Hovhannes Goharyan - Sargis Hovsepyan - Vahagn Minasyan - Henrik Mkhitaryan - René Aufhauser - Andreas Ivanschitz - Stefan Maierhofer - Franz Schiemer - Martin Stranzl - Roman Wallner - Maksim Bardachov - Aliaksandr Hleb - Vyacheslav Hleb - Leonid Kovel - Pavel Sitko - Ihar Stasevich - Steven Defour - Moussa Dembélé - Marouane Fellaini - Gill Swerts - Daniel Van Buyten - Zlatan Bajramović - Vedad Ibišević - Sanel Jahić - Sejad Salihović - Emir Spahić - Stanislav Angelov - Valeri Domovchiyski - Blagoy Georgiev - Radostin Kishishev - Dimitar Makriev - Stiliyan Petrov - Ivelin Popov - Ivan Klasnić - Niko Kovač - Niko Kranjčar - Mario Mandžukić - Ognjen Vukojević - Demetris Christofi - Marios Elia - Konstantinos Makrides - Ioannis Okkas - Martin Fenin - Marek Jankulovski - Radoslav Kováč - Jaroslav Plašil - Zdeněk Pospěch - Daniel Pudil - Libor Sionko - Daniel Agger - Leon Andreasen - Daniel Jensen - Thomas Kahlenberg - Morten Nordstrand - Jakob Poulsen - Gareth Barry - Rio Ferdinand - Emile Heskey - John Terry - Shaun Wright-Phillips - Andres Oper - Raio Piiroja - Sander Puri - Vladimir Voskoboinikov - Egil á Bø - Arnbjørn Hansen - Bogi Løkin - Andreas Lava Olsen | - Súni Olsen - Shefki Kuqi - Jari Litmanen - Niklas Moisander - Roni Porokara - Daniel Sjölund - Hannu Tihinen - Mika Väyrynen - Yoann Gourcuff - Sidney Govou - Alexander Iashvili - Levan Kenia - Thomas Hitzlsperger - Marcell Jansen - Simon Rolfes - Piotr Trochowski - Heiko Westermann - Kostas Katsouranis - Ákos Buzsáky - Zoltán Gera - Tamás Hajnal - Szabolcs Huszti - Gergely Rudolf - Veigar Páll Gunnarsson - Heiðar Helguson - Indriði Sigurðsson - Kristján Örn Sigurðsson - Sean St Ledger - Aviram Baruchyan - David Ben Dayan - Klemi Saban - Salim Tuama - Mauro Camoranesi - Fabio Grosso - Giampaolo Pazzini - Andrea Pirlo - Rinat Abdulin - Ruslan Baltiev - Zhambyl Kukeyev - Tanat Nusserbayev - Roman Uzdenov - Kaspars Gorkšs - Kristaps Grebis - Deniss Ivanovs - Vladimirs Koļesņičenko - Andrejs Perepļotkins - Aleksejs Višņakovs - Jurijs Žigajevs - Mario Frick - Michele Polverino - Saulius Mikoliūnas - Alphonse Leweck - René Peters - Jeff Strasser - Boban Grnčarov - Filip Ivanovski - Ilčo Naumoski - Goran Pandev - Aco Stojkov - Serghei Alexeev - Valeriu Andronic - Denis Calincov - Gheorghe Ovseannicov - Igor Picuşceac - Veaceslav Sofroni - Radoslav Batak - Andrija Delibašić - Eljero Elia - John Heitinga - Nigel de Jong - Joris Mathijsen - André Ooijer - Robin van Persie - Arjen Robben - Chris Brunt - Steven Davis | - Jonny Evans - David Healy - Gareth McAuley - Thorstein Helstad - Erik Huseklepp - Jakub Błaszczykowski - Paweł Brożek - Michał Żewłakow - Deco - Edinho - Raul Meireles - Pepe - Miguel Veloso - Iulian Apostol - Răzvan Cociş - Dorin Goian - Ionuţ Mazilu - Florentin Petre - Dorel Stoica - Cristian Tănase - Vasili Berezutski - Sergei Ignashevich - Pavel Pogrebnyak - Igor Semshov - Andy Selva - Kirk Broadfoot - Scott Brown - Steven Fletcher - Ross McCormack - Zdravko Kuzmanović - Ivan Obradović - Marko Pantelić - Neven Subotić - Zoran Tošić - Ľuboš Hanzel - Filip Hološko - Erik Jendrišek - Miroslav Karhan - Peter Pekarík - Martin Škrtel - Miroslav Stoch - Andraž Kirm - Aleksandar Radosavljević - Dalibor Stevanovič - Marko Šuler - Xabi Alonso - Joan Capdevila - Santi Cazorla - Andrés Iniesta - Juanito - Carles Puyol - Albert Riera - Marcos Senna - Samuel Holmén - Daniel Majstorović - Anders Svensson - Eren Derdiyok - Gelson Fernandes - Stéphane Grichting - Benjamin Huggel - Marco Padalino - Hakan Yakin - Halil Altıntop - Mevlüt Erdinç - Sercan Yıldırım - Servet Çetin - Oleksiy Gai - Oleh Husyev - Yaroslav Rakytskiy - Craig Bellamy - James Collins - Joe Ledley - Aaron Ramsey - David Vaughan - Sam Vokes |

2 bàn phản lưới nhà
| - Kakha Kaladze (trong trận gặp Italy) |

Phản lưới nhà
| - Ildefons Lima (trong trận gặp Ukraina) - Jón Rói Jacobsen (trong trận gặp Serbia) - Veli Lampi (trong trận gặp Nga) - Petri Pasanen (trong trận gặp Nga) - Julien Escudé (trong trận gặp Romania) - Avraam Papadopoulos (trong trận gặp Luxembourg) | - Kevin Kilbane (trong trận gặp Bulgaria) - Aleksandr Kuchma (trong trận gặp Anh) - Mario Frick (trong trận gặp Xứ Wales) - Ian Azzopardi (trong trận gặp Thụy Điển) - Brian Said (trong trận gặp Bồ Đào Nha) | - Seweryn Gancarczyk (trong trận gặp Slovakia) - Michał Żewłakow (trong trận gặp Bắc Ireland) - Dorel Stoica (trong trận gặp Serbia) - Ján Ďurica (trong trận gặp Bắc Ireland) - Ashley Williams (trong trận gặp Đức) |